# Lista de presidentes da Letônia

Bandeira do presidente da Letônia.

O presidente da Letônia, escolhido pelo parlamento do país, é chefe de estado e comandante-em-chefe das forças armadas da República da Letônia. Todos os presidentes até hoje, exceto Gustavs Zemgals, governaram por dois mandatos. Os mandatos são de 4 anos. Antes de 1997 era de 3 anos. Na ausência eventual do presidente, o líder do parlamento (Saeima) assume os encargos da presidência. Como exemplo, após a restauração da independência da Letônia Anatolijs Gorbunovs foi presidente em exercício de 1991 a 1993. 
Estes são os presidentes da Letônia de 1922 até hoje.

## Presidentes
- Jānis Čakste: 14 de novembro de 1922 até 14 de março de 1927
- Pauls Kalniņš: 14 de março de 1927 até 8 de abril de 1927 (interino)
- Gustavs Zemgals: 8 de abril de 1927 até 9 de abril de 1930
- Alberts Kviesis: 9 de abril de 1930 até 11 de abril de 1936
- Karlis Ulmanis: 11 de novembro de 1936 até 21 de julho de 1940

De 1940 até 1991 a Letônia esteve sob ocupação soviética. 
- Pauls Kalniņš: 21 de julho de 1940 até 27 de agosto de 1944
- Kārlis Zariņš: 27 de agosto de 1944 até 29 de abril de 1963
- Jāzeps Rancāns: 29 de abril de 1963 até 2 de dezembro de 1969
- Arnolds Spekke: 2 de dezembro de 1969 até 27 de julho de 1972
- Anatols Dinbergs: 27 de julho de 1972 até 7 de abril de 1990
- Anatolijs Gorbunovs: 7 de abril de 1990 até 7 de julho de 1993

## Presidentes daLetôniaindepedente
- Guntis Ulmanis: 7 de julho de 1993 até 7 de julho de 1999.
- Vaira Vike-Freiberga: 8 de julho de 1999 até 7 de julho de 2007.
- Valdis Zatlers: 8 de julho de 2007 até 7 de julho de 2011.
- Andris Bērziņš: 8 de julho de 2011 até 8 de julho de 2015.
- Raimonds Vējonis: 8 de julho de 2015 até 8 de julho de 2019.
- Egils Levits: 8 de julho de 2019 até 8 de julho de 2023.[1]
- Edgars Rinkēvičs: 8 de julho de 2023 até o presente.